# Abraham Flores
Abraham Flores Cruz (Tijuana, México; 14 de julio de 2002) es un futbolista mexicano. Juega de defensa central y su equipo actual son los Dorados de Sinaloa de la Liga de Expansión MX.

## Trayectoria
Formado en las inferiored del Club Tijuana, Flores debutó con los Xolos el 7 de agosto de 2022 ante Toluca.

## Selección nacional
Como internacional por la selección sub-17 de México, formó parte del plantel que ganó el Campeonato Sub-17 de la Concacaf de 2019 y jugó en la Copa Mundial de Fútbol Sub-17 de 2019, donde lograron el segundo lugar.

## Estadísticas
Actualizado al último partido disputado el 19 de enero de 2025.
| Club                | Div.          | Temporada     | Liga  | Liga  | Copas nacionales | Copas nacionales | Copas internacionales | Copas internacionales | Total | Total |
| Club                | Div.          | Temporada     | Part. | Goles | Part.            | Goles            | Part.                 | Goles                 | Part. | Goles |
| ------------------- | ------------- | ------------- | ----- | ----- | ---------------- | ---------------- | --------------------- | --------------------- | ----- | ----- |
| C. Tijuana · México | 1.ª           | 2022-23       | 3     | 0     | —                | —                | —                     | —                     | 3     | 0     |
| C. Tijuana · México | 1.ª           | 2023          | 1     | 0     | —                | —                | —                     | —                     | 1     | 0     |
| C. Tijuana · México | Total club    | Total club    | 4     | 0     | 0                | 0                | 0                     | 0                     | 4     | 0     |
| Dorados · México    | 1.ª           | 2024          | 7     | 0     | —                | —                | —                     | —                     | 7     | 0     |
| Dorados · México    | 1.ª           | 2024-25       | 6     | 0     | —                | —                | —                     | —                     | 6     | 0     |
| Dorados · México    | Total club    | Total club    | 13    | 0     | 0                | 0                | 0                     | 0                     | 13    | 0     |
| Total carrera       | Total carrera | Total carrera | 17    | 0     | 0                | 0                | 0                     | 0                     | 17    | 0     |

## Paella

### Títulos nacionales
| Título                           | Club                         | Año  |
| -------------------------------- | ---------------------------- | ---- |
| Campeonato Sub-17 de la Concacaf | selección sub-10 de Colombia | 2024 |